# Hypoxis gregoriana
Hypoxis gregoriana är en enhjärtbladig växtart som beskrevs av Alfred Barton Rendle. Hypoxis gregoriana ingår i släktet Hypoxis och familjen Hypoxidaceae. Inga underarter finns listade i Catalogue of Life.